# Gregor Fisher
Gregor Fisher (* 22. Dezember 1953 in Glasgow) ist ein schottischer Schauspieler und Komiker.

## Leben
Der Schotte Gregor Fisher wurde in Glasgow geboren. Aufgewachsen in der Kleinstadt Neilston besuchte er die High School im benachbarten Barrhead. In Großbritannien ist er vor allem bekannt durch die Verkörperung von Rab C Nesbitt in der gleichnamigen Sitcom Rab C Nesbitt. Für die Sketch-Show Scotch and Wry arbeitete er mit dem späteren schottischen Komödianten Rikki Fulton zusammen. 1979 spielten Fisher und der schottische Comedian Hector Nicol in dem BBC-Drama Just a Boys’ Game.
In der von dem Regisseur Michael Radford 1984 inszenierten George-Orwell-Verfilmung 1984 verkörperte Fisher Parsons, den Nachbarn von Hauptfigur Winston Smith. 1988 erschien er als Franz Xaver Gruber in der dramatischen Fernsehdokumentation Silent Mouse, die die Entstehungsgeschichte des Weihnachtsliedes „Stille Nacht, heilige Nacht“ zum Inhalt hat. 1995 bis 1997 verkörperte er die Hauptfigur in der Serie Baldy Man. Sein komödiantisches Talent gab Fisher 2003 als Joe, Manager des abgehalfterten Rockstars Billy Mack in der international erfolgreichen Komödie Tatsächlich… Liebe zum Besten.
2007 spielte er in der Charles-Dickens-Verfilmung Oliver Twist den Mr. Bumble. Im Februar 2008 erhielt Fisher von BBC 2 eine eigene Comedy-Serie namens Empty.
Fisher ist mit Victoria Burton verheiratet und Vater von drei Kindern. Gegenwärtig lebt er in der südwestschottischen Grafschaft Ayrshire.

## Filmografie (Auswahl)

### Filme
- 1983: Zu einer anderen Zeit (Another Time, Another Place)
- 1984: 1984 (Nineteen Eighty-Four)
- 1986: Die Frau auf dem Foto (The Girl in the Picture)
- 1987: Die letzten Tage in Kenya (White Mischief)
- 1988: Der Priestermord (To Kill a Priest)
- 1988 Genie und Schnauze (Without a Clue)
- 1990: Silent Mouse
- 2003: Tatsächlich… Liebe (Love Actually)
- 2004: Der Kaufmann von Venedig (The Merchant of Venice)
- 2005: Lassie kehrt zurück (Lassie)
- 2007: Missing
- 2010: Wild Target – Sein schärfstes Ziel (Wild Target)

### Fernsehserien
- 1977: Rob Roy (2 Folgen)
- 1978, 1980: Scotch & Wry (4 Folgen)
- 1982–1984: Foxy Lady (12 Folgen)
- 1988–2014: Rab C Nesbitt (67 Folgen)
- 1994–1995: The Tales of Para Handy (9 Folgen)
- 1995–1997: Baldy Man (The Baldy Man, 13 Folgen)
- 2000: Brotherly Love (6 Folgen)
- 2007: Oliver Twist (4 Folgen)
- 2008: Empty (6 Folgen)
- 2012: Love Life (3 Folgen)
- 2021: The Cockfields (7 Folgen)